# Radičević, Bečej
Radičević (izvirno srbsko Радичевић) je naselje v Srbiji, ki upravno spada pod Občino Bečej; slednja pa je del Južnobačkega upravnega okraja.

## Demografija
V naselju živi 1029 polnoletnih prebivalcev, pri čemer je njihova povprečna starost 37,4 let (36,0 pri moških in 38,8 pri ženskah). Naselje ima 462 gospodinjstev, pri čemer je povprečno število članov na gospodinjstvo 2,88.
To naselje je, glede na rezultate popisa iz leta 2002, v glavnem srbsko, a v času zadnjih 3 popisov je opazen porast števila prebivalcev.
|  |

| Demografija | Demografija     | Demografija     |
| Leto        | Št. prebivalcev | Št. prebivalcev |
| ----------- | --------------- | --------------- |
|             |                 |                 |
|             |                 |                 |
|             |                 |                 |
|             |                 |                 |
| 1948        | 607             |                 |
| 1953        | 1060            |                 |
| 1961        | 1198            |                 |
| 1971        | 1155            |                 |
| 1981        | 1117            |                 |
| 1991        | 1250            | 1250            |
| 2002        | 1368            | 1332            |
|             |                 |                 |

| Etnična sestava po popisu iz leta 2002 | Etnična sestava po popisu iz leta 2002 | Etnična sestava po popisu iz leta 2002 | Etnična sestava po popisu iz leta 2002 | Etnična sestava po popisu iz leta 2002 |
| -------------------------------------- | -------------------------------------- | -------------------------------------- | -------------------------------------- | -------------------------------------- |
| Srbi                                   | Srbi                                   |                                        | 1.166                                  | 87,53%                                 |
| Madžari                                | Madžari                                |                                        | 28                                     | 2,10%                                  |
| Hrvati                                 | Hrvati                                 |                                        | 23                                     | 1,72%                                  |
| Jugoslovani                            | Jugoslovani                            |                                        | 23                                     | 1,72%                                  |
| Črnogorci                              | Črnogorci                              |                                        | 14                                     | 1,05%                                  |
| Makedonci                              | Makedonci                              |                                        | 5                                      | 0,37%                                  |
| Muslimani                              | Muslimani                              |                                        | 1                                      | 0,07%                                  |
| Neznano                                | Neznano                                |                                        | 72                                     | 5,40%                                  |